# Safia bilineata
Safia bilineata là một loài bướm đêm trong họ Noctuidae.